# Mel Brooks’ Höhenkoller
Mel Brooks’ Höhenkoller ist eine Komödie des auf Filmparodien spezialisierten Regisseurs Mel Brooks aus dem Jahr 1977. In diesem Film ist die Suspense-Legende Alfred Hitchcock die Zielscheibe von Brooks’ Humor.

## Handlung
Der an Höhenangst leidende Psychiater Richard Thorndyke wird neuer Leiter des „Instituts für die sehr sehr Nervösen“ als Nachfolger von Dr. Ashley, der unerwartet an einem Herzanfall gestorben ist. Das Institut steht unter dem Regiment von Dr. Montague, der auf den Chefposten spekuliert hatte, sowie der resoluten Oberschwester Diesel. Dort arbeitet auch Thorndykes alter Mentor Dr. Kleinaltmann, der schnell die Höhenangst seines früheren Schützlings bemerkt und diese heilen will. Dr. Thorndyke gewinnt den Eindruck, dass sein Chauffeur Brophy und sein neuer Kollege Dr. Wentworth mehr zu wissen scheinen, als sie sich zu sagen trauen. Er macht auch die Bekanntschaft mit dem Industriellen Arthur Brisbane, der Patient des Instituts ist, weil er sich für einen Cockerspaniel hält. Thorndykes Verdacht erhärtet sich, als Dr. Wentworth unter mysteriösen Umständen bei einem Autounfall ums Leben kommt.
Dr. Thorndyke vertritt sein Institut beim psychiatrischen Kongress im Hyatt Regency San Francisco. Dort macht er die Bekanntschaft von Viktoria Brisbane, der Tochter des Industriellen. Sie hat Angst um ihren Vater, der sich im Institut entspannen wollte und dort nun gefangen gehalten wird. Durch Zufall findet Thorndyke jedoch heraus, dass Viktorias Vater nicht derjenige ist, den er im Institut kennengelernt hat. Dies veranlasst Montague und Schwester Diesel, einen Killer anzuheuern, der sich als Thorndyke verkleidet und in der Eingangshalle des Hotels einen Kongressteilnehmer erschießt. Die Zeitungen berichten von dem Mord, Thorndyke wird für den Täter gehalten. Brophy hat jedoch den Tathergang fotografiert; und man kann auf einer Vergrößerung erkennen, dass Thorndyke zur Zeit des Mordes noch im Aufzug war. Montague und Schwester Diesel stecken Brophy in den Nordflügel des Instituts (angeblich wegen eines „Zusammenbruchs geistiger Art“) und setzen den Killer auf Thorndyke an. Als Thorndyke von einer Telefonzelle aus Viktoria anrufen will, will ihn der Killer strangulieren, wird aber von Thorndyke überwältigt. Im Institut können die beiden Brophy befreien, der sogleich berichtet, dass man Viktorias Vater vom Leuchtturm des Instituts werfen will, damit es wie ein Selbstmord aussieht. Während Thorndyke den Leuchtturm besteigt, kann Kleinaltmann Thorndykes Höhenkoller heilen, als er ihn als einen Konflikt aus Thorndykes Kindheit auflöst. Brisbane kann gerettet werden, Schwester Diesel stürzt als Hexe vom Turm, Thorndyke und Viktoria werden ein Paar.

## Kritik
„Nicht immer geschmackvolle, aber überwiegend witzige Parodie auf bekannte Filme des Thriller-Altmeisters Alfred Hitchcock. Die Handlung bleibt nie mehr als ein roter Faden, einzelne Szenen gewinnen Selbständigkeit und entwickeln sich zu sehenswerten parodistischen Kabinettstückchen.“

## Auszeichnungen
1978 wurde Höhenkoller für den Golden Globe als „Bester Film“ sowie für den „Besten Schauspieler“ (Mel Brooks) nominiert.

## Hintergrund
- Die Abkürzung seines zweiten Vornamens erklärt Dr. Thorndyke als „Harpo“. In der Tat imitiert seine Rolle die Gestalt des Harpo Marx.
- Das Setting in einer Psychiatrie erinnert an Hitchcocks Ich kämpfe um dich, in der er gleichfalls die Besetzung des Klinik-Chefpostens ein Mordmotiv darstellt.
- Die Verfolgung durch einen Taubenschwarm ist ein Zitat aus dem Film Die Vögel von Alfred Hitchcock.
- Die Attacke auf Dr. Thorndyke unter der Dusche ist eine Parodie auf die Schlüsselszene des Films Psycho von Alfred Hitchcock.
- Die Heilung der Höhenangst auf dem Turm parodiert die Schlüsselszene des Films Vertigo – Aus dem Reich der Toten von Alfred Hitchcock.
- Die Szene in der Hoteleingangshalle, in der Thorndyke irrtümlich als Mörder identifiziert wird, ist ein Zitat aus dem Hitchcock-Klassiker Der unsichtbare Dritte mit Cary Grant.

Nachdem Alfred Hitchcock den Film gesehen hatte, sandte er an Mel Brooks als Zeichen seiner Anerkennung eine Kiste teuren Weins mit dem Hinweis, er bräuchte „keine Angst“ davor zu haben.
Der Hotelpage, der Dr. Thorndyke unter der Dusche mit einer Zeitung „angreift“, wird von Barry Levinson gespielt, der später als Regisseur mit Filmen wie Rain Man oder Good Morning, Vietnam große Erfolge feierte.